# Юе Лінг
Юе Лінг (кит.: 岳翎; піньїнь: Yuè Líng) — тайванська актриса.
Народилась 15 жовтня 1968 року в Тайбей, Тайвань.

## Фільмографія
| Рік  | Назва українською                   | Оригінальна назва               | Роль                        |
| ---- | ----------------------------------- | ------------------------------- | --------------------------- |
| 1990 | Хай живе мама                       | 媽媽萬歲                        | Дінг Бао Хуан               |
| 1990 | Дозволь мені любити знову           | 讓我再愛一次                    | Тан Я Хан                   |
| 1990 | Дорога, я став героєм краса його!   | 親愛的，我把英雄變美人啦！      | Тінг Тінг                   |
| 1990 | Момент романтика                    | 天若有情                        | Лінг Сюе-фан                |
| 1992 | Зелений зеленій траві біля річки    | 青青河邊草                      | Ду Цін Цін                  |
| 1993 | Роуз гордості                       | 玫瑰豪情                        | Інь Ван-лун                 |
| 1993 | Татуйовані квітка                   | 梅花三弄之鬼丈夫                | Юань Ле-мей                 |
| 1994 | Принцеса Новий Місяць               | 新月格格                        | Принцеса Новий Місяць       |
| 1994 | Кінець світу всього часу            | 天涯共此時                      | Чжен Ру-фанг                |
| 1995 | Сонячних опіки                      | 燃燒的太陽                      | Фанг Сі-мін                 |
| 1995 | Чжун Куй Небесний                   | 天師鍾馗之江山美人              | Лі Фенг-цзе                 |
| 1996 | Перерва пальма Шун Ніанг            | 斷掌順娘                        | Чень Сун-інь                |
| 1996 | Герої Троєцарствія                  | 三國英雄傳—關公                 | Сяо Джо                     |
| 1996 | Квіти цвітуть                       | 花落花開                        | Ши Лан-сян                  |
| 1997 | Жінка сузір'ї Діви: Де людина мій   | 星座女人之處女座—我的男人在哪裡 | Чжан Лінг                   |
| 1997 | Квіти нерозділеного кохання         | 苦戀花                          | Чень Цю Ся                  |
| 1997 | Чотири тисячі золото                | 四千金                          | Ліу Сяо-юань                |
| 1997 | Скарб моєї любові                   | 珍重我的愛                      | Лінь Яо-фенг                |
| 1998 | Сестра майстрами                    | 大姐當家之大陸新娘              | Чжан Ю Лянь                 |
| 1998 | Золоте сонце дочка дочки            | 千金媳婦萬金孫                  | Луо Нан                     |
| 1998 | Зламаний ляльковий                  | 斷線的木偶                      | Чен Лінг                    |
| 1999 | Запах жінки                         | 女人香                          | Сю Пей-чанг                 |
| 2000 | Перлина колір одяг                  | 珍珠彩衣                        | Чу Діе-Йі                   |
| 2001 | Легендарний винищувач: Героїня Янга | 楊門女將之女兒當自強            | Принцеса Срібне Дзеркало    |
| 2001 | Дівчата переслати                   | 女生向前走                      | Донг Цзи Цин                |
| 2001 | Братство                            | 情義                            | Чжан Цай-пінг               |
| 2002 | Академія популярної                 | 超人氣學園                      | Фанг Ю Тінг                 |
| 2003 | Дракон Героїв                       | 青龍好漢                        | Лінь Ю Хуан                 |
| 2003 | Середина дня                        | 日正當中                        | Чжан Цай-пінг / Ліу Мін-хуа |
| 2003 | Небо меч герої                      | 天劍群俠                        | Тан Руо-Сюань               |
| 2005 | Німий наречена                      | 啞巴新娘                        | Лінь Цзінь Юн               |
| 2005 | Любов шпрее                         | 愛戀狂潮                        | Лі Цзи Юн                   |